# Manuel Lázaro Burgos

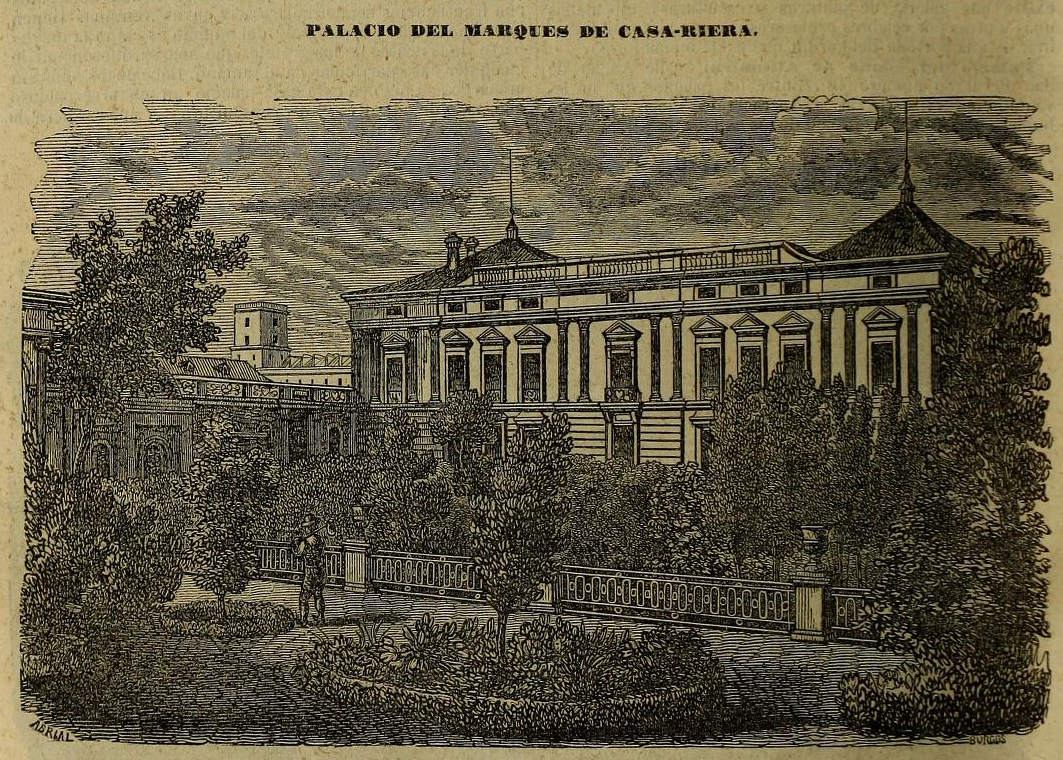
Grabado del palacio del Marqués de Casa Riera, en el tomo X del Diccionario geográfico-estadístico-histórico de España y sus posesiones de Ultramar de Pascual Madoz, de 1850.

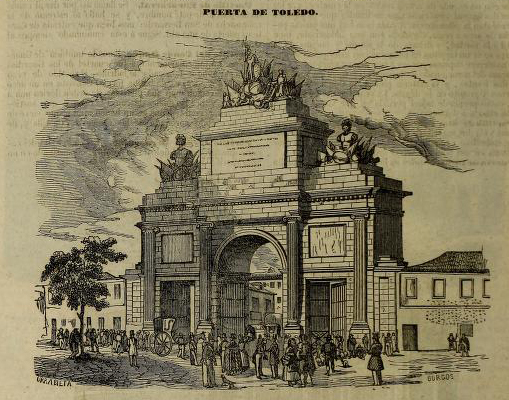
Puerta de Toledo en Madrid, dibujo de Urrabieta, grabado de Burgos.

Manuel Lázaro Burgos fue un grabador en madera y fundidor de objetos tipográficos español del siglo XIX.

## Biografía
Fue discípulo en un principio del conservatorio de artes de Madrid, en París de Mr. Barbaut y en Londres de Mr. Masson. Hizo una gran cantidad de adornos, remates y letras iniciales, y entre las distinciones que consiguió se encuentra la medalla de bronce con la que se premiaron en la Exposición de la industria española celebrada en 1841 sus esfuerzos en las reproducciones estereotípicas.
Hay numerosos grabados de su mano en los periódicos Semanario Pintoresco Español, La Ilustración, El Artista  (segunda época), La Educación Pintoresca, La Aurora de la Vida, Álbum de las Familias,  El Renacimiento y La Lectura para Todos; en las obras Galería Régia, El Pabellón español, Diccionario geográfico de Pascual Madoz, La Historia del Escorial de Antonio Rotondo, y para las novelas Animales célebres, Las mil y una noches (1867), La enferma del corazón, La maldición de Dios, El Duente de la córte y otras muchas. Tuvo dos hijas que también eran aficionadas al grabado en madera y cuyas obras fueron publicadas en El Álbum de las Familias.